# ويلتون (لاعب كرة قدم)
ويلتون هو لاعب كرة قدم برازيلي في مركز الوسط، ولد في 13 أكتوبر 1947 في بيلو هوريزونتي في البرازيل، وتوفي في 13 ديسمبر 2009 في فولتا ريدوندا في البرازيل. لعب مع نادي ساو باولو ونادي فلومينينسي ونادي فيتوريا ونادي كوريتيبا ونادي ناوتيكو.